# PZL I-22 Iryda
PZL I-22 Iryda, PZL M93 Iryda, PZL M96 Iryda je reaktivno šolsko vojaško letalo poljskega proizvajalca PZL Mielec (takrat WSK-Mielec). Prvi prototip je poletel 3. marca 1985. 
Projekt so zaradi cene in drugih težav v 1990ih preklicali. 

## Specifikacije (M93K)
Podatki iz Instytut Lotnictwa 
Splošne karakteristike
- Posadka: 2 (študent in inštruktor)
- Dolžina: 13,22 m (43,36 ft)
- Razpon kril: 9,60 m (31,49 ft)
- Višina: 4,30 m (14,10 ft)
- Površina kril: 19,92 m² (214,31 ft²)
- Teža praznega letala: 4600 kg (10143 lb)
- Naložena teža: 6650 kg (14663 lb)
- Uporaben tovor: 1800 kg (3969 lb)
- Maks. vzletna teža: 7500 kg (16537 lb)
- Pogon letala: 2 × PZL K-15 turboreaktivni motor, 14,7 kN (3307,5 lbf) vsak

 Zmogljivost 
- Maks. hitrost: 0.82 Mach (584 mph) 940 km/h na višini 5000 m (16400 ft)
- Doseg: 1200 km (746 milj)
- Višina leta: 13700 m (44936 ft)
- Hitrost vzpenjanja: 40,6 m/s (8000 ft/min)
- Razmerje potisk/teža: 0,4